# Axel von Saldern

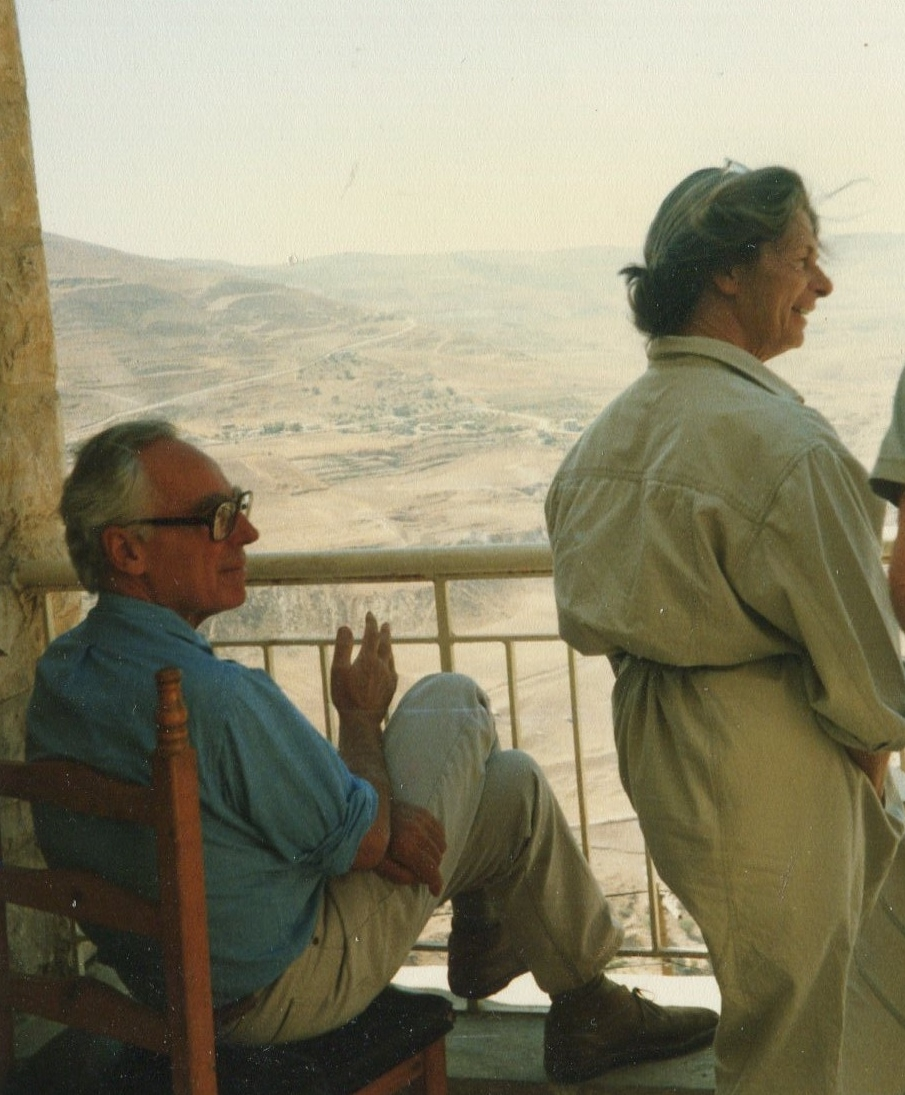
Axel von Saldern mit Ehefrau auf Bildungsreise in Jordanien

Axel Burchart Günther von Saldern (geboren am 28. Juli 1923 in Potsdam; gestorben am 2. Juni 2012 in Söcking) war ein deutscher Kunsthistoriker und Museumsleiter.

## Leben
Axel war der Sohn von Burchart von Saldern (1880–1959) und Alexandrine (Alix) Gräfin von Pourtalès (1892–1966). Er studierte nach dem Kriegsdienst seit 1946 Kunstgeschichte, Klassische Archäologie und Paläographie an der Universität München und wurde 1952 bei Hans Sedlmayr promoviert. Er war seit 1954 Kurator am Corning Museum of Glass und seit 1961 am Brooklyn Museum sowie seit 1966 Kurator und stellvertretender Direktor am Kunstmuseum Düsseldorf. Von 1971 bis 1988 war er Direktor des Museums für Kunst und Gewerbe in Hamburg. Im Jahre 1981 organisierte er in Deutschland mit der Tutanchamun-Ausstellung die erste Großausstellung nach dem Zweiten Weltkrieg, die allein in Hamburg über 600.000 Besucher anzog. Er war in Deutschland ein Pionier mit der Einrichtung einer museumspädagogischen Abteilung.
Sein Spezialgebiet war die Geschichte des Glases. Als Autor verfasste von Saldern eine Vielzahl von Ausstellungskatalogen und gab unter anderem 1995 einen Band zu den Glaskunstwerken der Sammlung des Museums für Kunst und Gewerbe heraus. Zum Handbuch der Archäologie, das im Rahmen des Handbuchs der Altertumswissenschaft erscheint, steuerte er 2004 den Band zum Glas des Altertums bei.

## Familie
Am 30. August 1953 heiratete er Maria Freiin von Vequel-Westernach (1927–2012), mit der er folgende Kinder hatte:
- Gioia (* 1954) ⚭ 1982 Konstantin Freiherr von Harder und von Harmhove (* 1951)
- Jacqueline (* 1955)
- Alice (* 1957) ⚭ 1989 Christopher Dodd (* 1959)
- Connie (* 1964)

## Schriften (Auswahl)
- Studien zum manieristischen Portrait in Italien. Dissertation, München 1952.
- Glass Finds at Gordion. In: Journal of Glass Studies. 1959, S. 23–49.
- Achaemenid and Sasanian Cut Glass. In: Ars orientalis. Band 6, 1963, S. 7–16.
- German enameled Glass. The Edwin J. Beinecke collection and related pieces. Corning Museum of Glass, 1965.
- Bildwerke des Mittelalters. Kunstmuseum, Düsseldorf 1966.
- Alte Gläser. Kunstmuseum, Düsseldorf 1968.
- Other Mesopotamian Glass Vessels (1500–600 B.C.). In: Adolf Leo Oppenheim, R. Brill, D. Barag, Axel von Saldern (Hrsg.): Glass and Glassmaking in Ancient Mesopotamia. Corning 1970, S. 203–228 mit Abb. 1–51.
- als Hrsg. mit Adolf Leo Oppenheim, R. Brill und D. Barag: Glass and Glassmaking in Ancient Mesopotamia. Corning 1970.
- Two Achaemenid Glass Bowls and a Hoard of Hellenistic Glass Vessels. In: Journal of Glass Studies. 1975, S. 40–46.
- mit Brigitte Klesse: 500 Jahre Glaskunst. Sammlung Biemann. ABC-Verlag, Zürich 1978, ISBN 3-85504-053-2.
- als Hrsg.: Klaus Moje, Isgard Moje-Wohlgemuth: Glas. Hörnemann, Bonn 1980, ISBN 3-87384-470-2.
- Ancient and Byzantine Glass from Sardis (= Archaeological Exploration of Sardis. Band 6). Harvard University Press, Cambridge, Mass./ London 1980.
- Glas von der Antike bis zum Jugendstil. Sammlung Hans Cohn, Los Angeles/Cal. Verlag Philipp von Zabern, Mainz 1981, ISBN 3-8053-0454-4.
- Bugatti. Kunstwerke auf Rädern. Ellert & Richter, Hamburg 1991, ISBN 3-89234-218-0
- Glas. Antike bis Jugendstil. Die Sammlung im Museum für Kunst und Gewerbe Hamburg. Arnold, Stuttgart 1995, ISBN 3-925369-42-2
- Antikes Glas (= Handbuch der Archäologie). Verlag C. H. Beck, München 2004, ISBN 3-406-51994-6